# Tristan Bernard
Tristan Bernard, pseudônimo de Paul Bernard (Besançon, 7 de setembro de 1866 – 7 de dezembro de 1947) foi dramaturgo, novelista, jornalista e advogado francês. Ficou famoso por suas piadas ou ditos engraçados. Teria inventado o jogo dos cavalinhos.

## Biografia
Filho de arquiteto, estudou no Liceu Condorecet, em seguida na faculdade d direito. Começou uma carreira de advogado,  virando em seguida para os negócios, assumindo a direção duma usina de alumínio em  Creil.Seu amor pelo esporte levou-o a dirigir o Velódromo Buffalo, em Neuilly-sur-Seine. Começou a colaborar com La Revue Blanche em Em 1891, adotando o pseudônimo de  Tristan, nome de um cavalo no qual havia apostado com sucesso em publicou seu primeiro romance, Vous m'en direz tant !, em 1894, e no ano seguinte sua primeira peça, Les Pieds nickelés (Os que não gostam de trabalhar ou não podem trabalhar).
Amigo de Léon Blum, Jules Renard, Marcel Pagnol, Lucien Guitry e de muitos artistas, Tristan Bernard se tornou conhecido por causa de seus piadas, seu romances e suas peças, sem esquecer as palavras cruzadas.
Em 1917, contribuiu com  artigos para o jornal Le Canard enchaîné, recentemente criado, presidindo  banquetes  nas datas aniversárias do jornal em 1931 e 1934.
Durante a ocupação francesa pela Alemanha, ameaçado por causa de suas origens judias, foi preso em Nice e deportado para o Campo de concentração de Drancy. Ao partir para o campo,disse a sua mulher a célebre frase: «Até agora vivíamos na angústia, doravante viveremos na esperança». Foi liberto três semanas depois graças à intervenção de Sacha Guitry e da atriz Arletty. Mas seu neto, François, foi deportado para Mauthausen e nunca voltou. Seu desaparecimento deixou Tristan Bernard inconsolável.
Ele teve três filhos. O primeiro, Jean-Jacques, foi um autor dramático, criador do  « teatro do silêncio» (Martine), que também testemunha sobre os Campos de concentração (O Campo da morte lenta, "O Pão  vermelho"). O segundo, Raymond Bernard, foi um grande diretor de cinema, especialmente com o filme Os Miseráveis (1934), primeira versão cinematográfica em preto e branco. O terceiro, Étienne, foi professor de medicina, tisiólogo, contribuindo à divulgação do Bacilo de Calmette e Guérin, o BCG.

## Piadas
- Sobre a invasão alemã durante a Segunda Guerra mundial
  - « Como é triste se ter tão pouca ocupação num país tão ocupado »
  - À sua mulher: « Até agora vivíamos na angústia, doravante viveremos de esperança ».
- Ao partir para o campo de concentração
  - « - De que é que o Senhor precisa ?»
  - « - De um cachené. »
- « A morte é o fim dum monólogo. »

## Principais publicações
- X…, roman impromptu (‘’X…’’, romance improvisado), com  George Auriol, Georges Courteline, Jules Renard, Pierre Veber , 1895
- Contes de Pantruche et d'ailleurs (Contos de Pantruche e algures), 1897
- Sous toutes réserves (Sem garantias), 1898
- Mémoires d'un jeune homme rangé (Memórias de um rapaz conformista), romance, 1899
- "Un Mari pacifique" (Um Marido pacífico), romance 1901
- "Amants et voleurs" (Amantes e ladrões) ,  1905
- "Citoyens, animaux,phénomènes" (Cidadãos, animais, fenômenos), 1905
- Deux Amateurs de femmes (Dois Amantes de mulheres), 1908
- Secrets d'État (Segredos de Estado), 1908
- Auteurs, acteurs, spectateurs (Autores, atores,espectadores), 1909
- Le Roman d'un mois d'été (Romance de um mês de verão), 1909
- Nicolas Bergère, joies et déconvenues d'un jeune boxeur (Nicolas Bergère, alegrias e decepções de um boxeador), 1911
- Sur les Grands Chemins (Sobre os Grandes Caminhos), 1911
- Mathilde et ses mitaines (Mathilde e suas mitenes) ,romance, 1912
- Le Poil, organe en principe hebdomadaire des réserves de l'armée inactive, hebdomadaire(O Pêlo, periódico em princípio hebdomadário dos reservistas do exército inativo’’,  1915
- Souvenirs épars d'un ancien cavalier(Lembranças dispersas de  um antigo cavaleiro) , 1917
- Le Taxi fantôme (O Taxi fantasma), 1920
- L'Enfant prodigue du Vésinet (A Criança pródiga do Le Vésinet), romance, 1921
- Le Jeu de massacre( Jogo de massacre), 1922
- Tableau de la boxe (Quadro do boxe), 1922
- Corinne et Corentin. Roman de mœurs et d'aventures à portée sociale intermittente (Corinne e Corentin. Romance de costumes e aventuras de alcande social intermitente), 1923
- L'Affaire Larcier(O Caso Larcier), romance 1924
- Féerie bourgeoise(Encantamento burguês), romacnce 1924
- Autour du ring : tableau de la boxe (Em torno do ringue),1925
- Mots-croisés, cinquante problèmes (Palavras cruzadas, cinquoenta problemas), 1925
- Les Moyens du bord, roman (1927)
- Le Voyage imprévu (Viagem imprevista), romance, 1928
- Hirondelles de plages (Andorinhas de praias), romance, 1929
- Nouveau recueil de cinquante problèmes de mots croisés (Nova compilação de cinquoenta problemas de palavras cruzadas),1930
- Les Parents paresseux (Pais preguiçosos), 1932
- Paris secret (Paris secreto), romance, 1933
- Aux abois'’ (Numa situação desesperada), romance,1933
- Voyageons (Viagemos),  1933
- Visites nocturnes (Visitas noturnas), romance ,1934
- Compagnon du Tour de France (Companheiro do Tour de France), 1935
- Robin des bois (Robim dos bosques), romance ,  1935
- 60 années de lyrisme intermittent (60 anos de lirismo intermitente), 1945
- Nouveaux mots croisés’’ (Novas palavras cruzadas), com a colaboração póstuma de Jean de La Fontaine , 1946
- Vanille pistache(Baunilha pistacha) , histórias escolhidas, ilustração  de Paul Georges Klein, com um retrato do autor  por Henri de Toulouse-Lautrec, prefácio  de Léon Blum , 1947

### Teatro
- Les Pieds nickelés(Os Preguiçosos) comédia em 1 ato, Paris, Théâtre de l'Œuvre, 15 de março de 1895
- Allez, messieurs! (Avante, senhores!), peça em um  ato, Paris, Théatre de l'Odéon , 13 de janeiro de 1897
- Le Fardeau de la liberté (O Fardo da liberdade), comédia em 1 ato, Paris, Théâtre de l'Œuvre,  15  de maio de 1897
- Franches Lippées, comédia em 1 ato, Paris, Théâtre du Champ-de-Foire, 6 de  março de 1898
- Silvérie, ou les Fonds hollandais(Silvérie, ou os Fundos holandeses) peça de um ato, com Alphonse Allais, Paris, Théâtre des Capucines, 19 de maio de 1898
- Le Seul Bandit du village (O Único Bandido da aldeia), vaudeville en 1 acte, Paris, Théâtre des Capucines, 10 novembre 1898
- Une aimable lingère, ou Chaque âge a ses plaisirs(Uma amável roupeira,ou Cada idade tem seus prazeres) provérbio de castelo, Paris, Théâtre des Mathurins, 26 de  janeiro de 1899
- L'Anglais tel qu'on le parle (O Inglês tal como falamos), comédia em 1 ato, Paris, Comédie-Parisienne, 28 de fevereiro de 1899
- Octave ou les Projets d'un mari(Octave ou os Projetos de um marido), comédia em 1 ato, Paris, Grand-Guignol, 6 de novembro de 1899
- La Mariée du Touring-Club ( Noiva do Touring-Club), comédia  em 4 atos, Paris, Théâtre de l'Athénée, 8 de dezembro de 1899
- Un négociant de Besançon (Um negociante de Besançon), comédia em um ato, Paris, Théâtre des Mathurins, 25 février 1900
- L'Affaire Mathieu (O caso Mathieu), peça em  3 atos, Paris, Théâtre du Palais-Royal, 24 de outubro de 1901
- Daisy (Daisy), comédia em 1 ato,  Paris, Théâtre de la Renaissance, 13 de maio de 1902
- Les Coteaux du Médoc (Os Morros do Médoc), comédia em um ato , Paris, Théâtre du Vaudeville, 2  de dezembro de 1903
- Le Captif (O Cativo) comédia em 1 ato, Paris, Théâtre des Mathurins, 9 de fevereiro de 1904
- Triplepatte (Tríplicepata), coméda em 5 atos , com  André Godfernaux, Paris, Théâtre de l'Athénée, 30 de novembro de 1905
- La Peau de l'ours’’ (A Pele do urso), 1 ato, Paris, Théâtre de l'Athénée, 2 de  fevereiro de 1907
- Sa Sœur’' (Sua Irmã),  peça em  3 atos, Paris, Théâtre de l'Athénée, 7 de fevereiro de 1907
- La Cabotine (A Cabotina), peça em 3 atos, com Alfred Athys, Paris, Théâtre des Nouveautés, 2 de outubvro de 1907
- Monsieur Codomat (Senhor Codomat), comédia em três atos,  Paris, Théâtre Antoine, 17 de outubro de 1907
- Les Jumeaux de Brighton (Os Gêmeos de Brighton) , comédia em três atos e 1 prologo, Paris, Théâtre Femina, 16 de março de 1908
- Le Poulailler (O Poleiro), comédie en trois actes, Paris, Théâtre Michel, 3 décembre 1908
- Le Danseur inconnu (O Dansarino desconhecido), comédia em três atos, Paris, Théâtre de l'Athénée, 29 de dezembro de 1909
- Le Peintre exigeant (O Pintor exigente), Paris, Comédie-Française, 21 de fevereiro de 1910
- L'Incident du 7 avril (O Incidente do 7 de abril) , comédia em 1 ato, Paris, Théâtre de l'Athénée, 20 de maio de 1911
- Le Petit Café(O Pequeno Café), comédia em 3 atos, Paris, Théâtre du Palais-Royal, 12 de outubro de 1911
- L'Accord parfait (O Acordo perfeito), comédia em 3 atos, com  Michel Corday, Paris, Théâtre Femina, 25 de novembro de 1911
- On naît esclave (Nasce-se escravo), , peça em 3 atos, com  Jean Schlumberger, Paris, Théâtre du Vaudeville, 4 de abril de 1912
- Les Deux Canards(Os Dois Patos), peça em  en 3 atos, com Alfred Athis, Paris, Théâtre du Palais-Royal, 3 de dezembro de 1913
- Jeanne Doré, peça em  5 atos e  7 quadros, Paris, Théâtre Sarah-Bernhardt, 16 de dezembro de 1913
- La Crise ministérielle( A crise ministerial) comédia em um ato, Paris, Comédie des Champs-Elysées, 5 de março de 1914
- Le Prince charmant (O Príncipe encantado), comédia em 3 atos, Paris, Comédie-Française, 12 de julho de 1914
- Le Sexe fort (O Sexo forte), peça em  3 atos,  Paris, Théâtre du Gymnase Marie Bel, 12 de abril  de 1917
- Les Petites Curieuses (As Pequenas curiosas), peça em  3 atos, Paris, Théâtre des Boulevards, 1920
- My Love… Mon Amour (My Love…Meu Amor), comédia em 4 artos, Paris, Théâtre Marigny,  3 de fevereirio de 1922
- Ce que l'on dit aux femmes (O que se diz às mulheres), Théâtre des Capucines 1922
- Les Plaisirs du dimanche (Os Prazeres do domingo), comédia em 1 ato, Paris, Sporting Club, 31de  março de 1925
- L'École des quinquagénaires (A Escola dos quinquagenários) , comédia em um ato , em versos, Paris, Comédie-Française, 18 de abril de 1925
- Jules, Juliette et Julien, ou l'École du sentiment (Jules, Juliette e Julien ou a Escola do sentimento), comédia em 3 atos e um prólogo, Paris, Théâtre de l'Œuvre, 10 de maio de 1929
- L'École des charlatans (A Escola dos charlatãos), , peça em  4 atos, com  Albert Centurier, Paris, Théâtre de l'Odéon, 1 de avril de 1930
- Langevin père et fils (Langevin pai e filho), comédia em cinco atos Paris, Théâtre des Nouveautés, 15 de maio de 1930
- Un ami d'Argentine (Um amigo da Argentina), peça em  4 atos, com Max Maurey, Paris, Théâtre de l'Athénée, 5 de novembr de 1930
- Le Sauvage (O Selvagem), comédia en quatro atos, Paris, Théâtre Tristan-Bernard, 19 fevereiro de 1931
- La Partie de bridge (A Partida de bridge), peça em um ato, Paris, Théâtre de la Michodière, 24 de abril de 1937